# Korpus Pancerny Feldherrnhalle
Korpus Pancerny Feldherrnhalle, IV Korpus Pancerny, niem. IV. Panzerkorps, Panzerkorps Feldherrnhalle – jeden z niemieckich korpusów pancernych. 
Utworzony w październiku 1944 roku z resztek IV Korpusu Armijnego, sztabu Dowództwa Obszaru Operacyjnego Wschodnie Węgry (Befehlshaber Operationsgebiet Ostungarn), Dywizji Szturmowej Rhodos i 17 Brygady Grenadierów Pancernych. W 1944 roku korpus walczył w składzie 6 Armii (Grupa Armii Południe) na terenie Węgier (Budapeszt). Tutaj też został zniszczony; ponowne utworzenie miało miejsce w lutym 1945 roku, kiedy to korpus w składzie 8 Armii walczył jeszcze na terenach Słowacji i Górnej Austrii. Korpusem dowodził generał wojsk pancernych Ulrich Kleemann. 

## Skład korpusu
jednostki korpuśne
- 404 Dowództwo Artylerii (od 1945 Dowództwo Artylerii Feldherrnhalle)
- 44 Korpuśny Batalion Łączności (od 1945 batalion łączności Korpusu Pancernego Feldherrnhalle)
- 404 Korpuśny Oddział Zaopatrzenia (od 1945 pułk zaopatrzenia Korpusu Pancernego Feldherrnhalle)

w listopadzie 1944
- 1 Dywizja Pancerna,
- 76 Dywizja Piechoty,
- resztki węgierskiej 2 Dywizji Pancernej

w marcu 1945
- resztka 10 Dywizji Pancernej SS
- grupa bojowa 211 Dywizji Grenadierów Ludowych
- 46 Dywizja Grenadierów Ludowych
- 271 Dywizja Grenadierów Ludowych
- 357 Dywizja Piechoty